# Teresa Benedicta de Baviera
Teresa Benedicta de Baviera (Múnich, 6 de diciembre de 1725 - Hessen, 26 de marzo de 1743), princesa de Baviera por nacimiento, hija del Elector Carlos Alberto de Baviera y de su esposa la archiduquesa María Amelia de Austria.

## Primeros años
Teresa Benedicta nació en Múnich, tercera hija del Elector Carlos Alberto de Baviera y de su esposa la archiduquesa María Amelia de Austria, una de las hijas del emperador José I de Habsburgo. Fue bautizada con los nombres Teresa Benedicta. 
Teresa tenía dos hermanas mayores, la princesa Maximiliana (que murió siendo bebé) y la princesa María Antonia. Sus hermanos menores fueron el elector, Maximiliano III, María Ana y María Josefa. 

## Muerte
Teresa Benedicta murió el 26 de marzo de 1743, de los "dolores de niño", que significa varicela o viruela en la adolescencia. El funeral tuvo lugar en la Iglesia Carmelita de Heidelberg, después de la disolución del monasterio fue trasladado al féretro en 1805 a Munich.
Su prima de 19 años, Teresa Emmanuela de Baviera (con quién era muy cercana), murió dos días antes, también en Frankfurt, por la misma enfermedad. También fue enterrada en la Iglesia Carmelita de Heidelberg.
El emperador Carlos VII los lloró a ambas en una carta fechada el 29 de marzo a su hermano, el obispo Juan Teodoro de Baviera.

## Galería

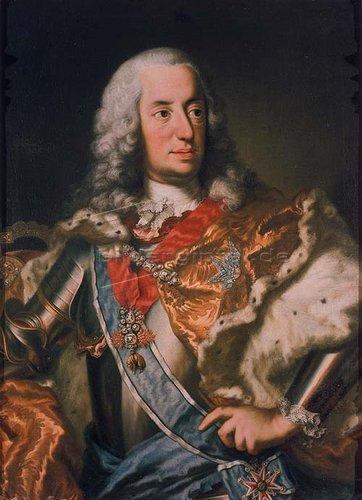
Carlos VII del Sacro Imperio Romano, padre de Teresa Benedicta.
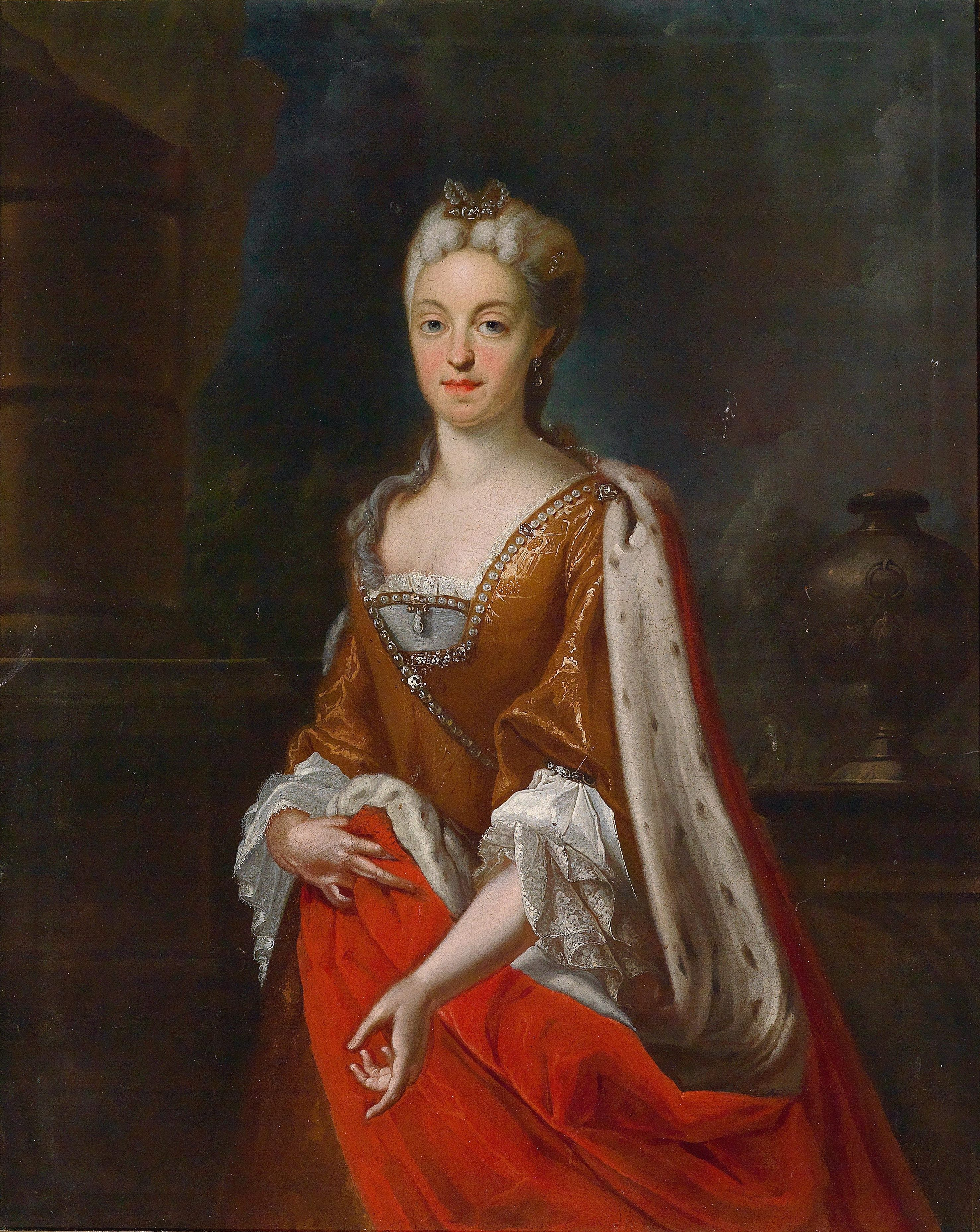
María Amelia de Austria, madre de Teresa Benedicta.

## Ancestros
| Teresa Benedicta de Baviera | Padre: Carlos VII del Sacro Imperio Romano | Abuelo Paterno: Maximiliano II de Baviera                 | Bisabuelo Paterno: Fernando de Baviera                         |
| Teresa Benedicta de Baviera | Padre: Carlos VII del Sacro Imperio Romano | Abuelo Paterno: Maximiliano II de Baviera                 | Bisabuela Paterna: Enriqueta Adelaida de Saboya                |
| Teresa Benedicta de Baviera | Padre: Carlos VII del Sacro Imperio Romano | Abuela Paterna: Teresa Cunegunda Sobieska                 | Bisabuelo Paterno: Juan III de Polonia                         |
| Teresa Benedicta de Baviera | Padre: Carlos VII del Sacro Imperio Romano | Abuela Paterna: Teresa Cunegunda Sobieska                 | Bisabuela Paterna: María Casimira Luisa de la Grange d'Arquien |
| Teresa Benedicta de Baviera | Madre: María Amelia de Austria             | Abuelo Materno: José I de Habsburgo                       | Bisabuelo Materno: Leopoldo I de Habsburgo                     |
| Teresa Benedicta de Baviera | Madre: María Amelia de Austria             | Abuelo Materno: José I de Habsburgo                       | Bisabuela Materna: Leonor Magdalena de Palatinado-Neoburgo     |
| Teresa Benedicta de Baviera | Madre: María Amelia de Austria             | Abuela Materna: Guillermina Amalia de Brunswick-Luneburgo | Bisabuela Materna: Juan Federico de Brunswick-Luneburgo        |
| Teresa Benedicta de Baviera | Madre: María Amelia de Austria             | Abuela Materna: Guillermina Amalia de Brunswick-Luneburgo | Bisabuela Materna: Benedicta Enriqueta del Palatinado          |